# Història del bàsquet

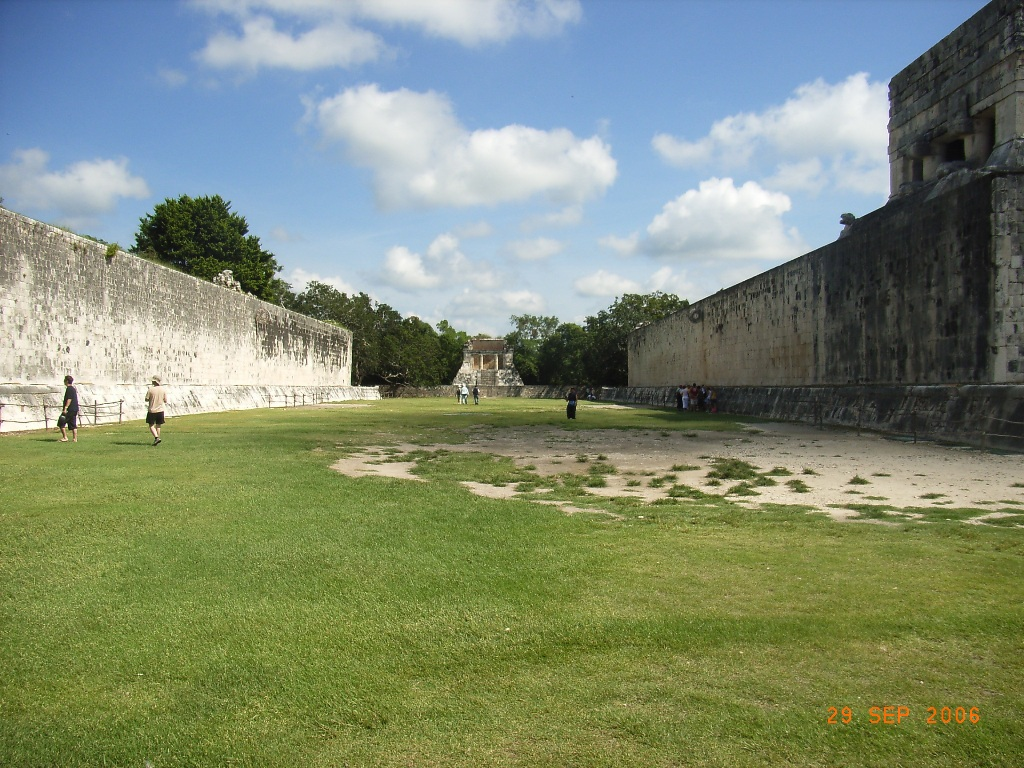
La pista de Chichén Itzá, de 166 per 68 metres.

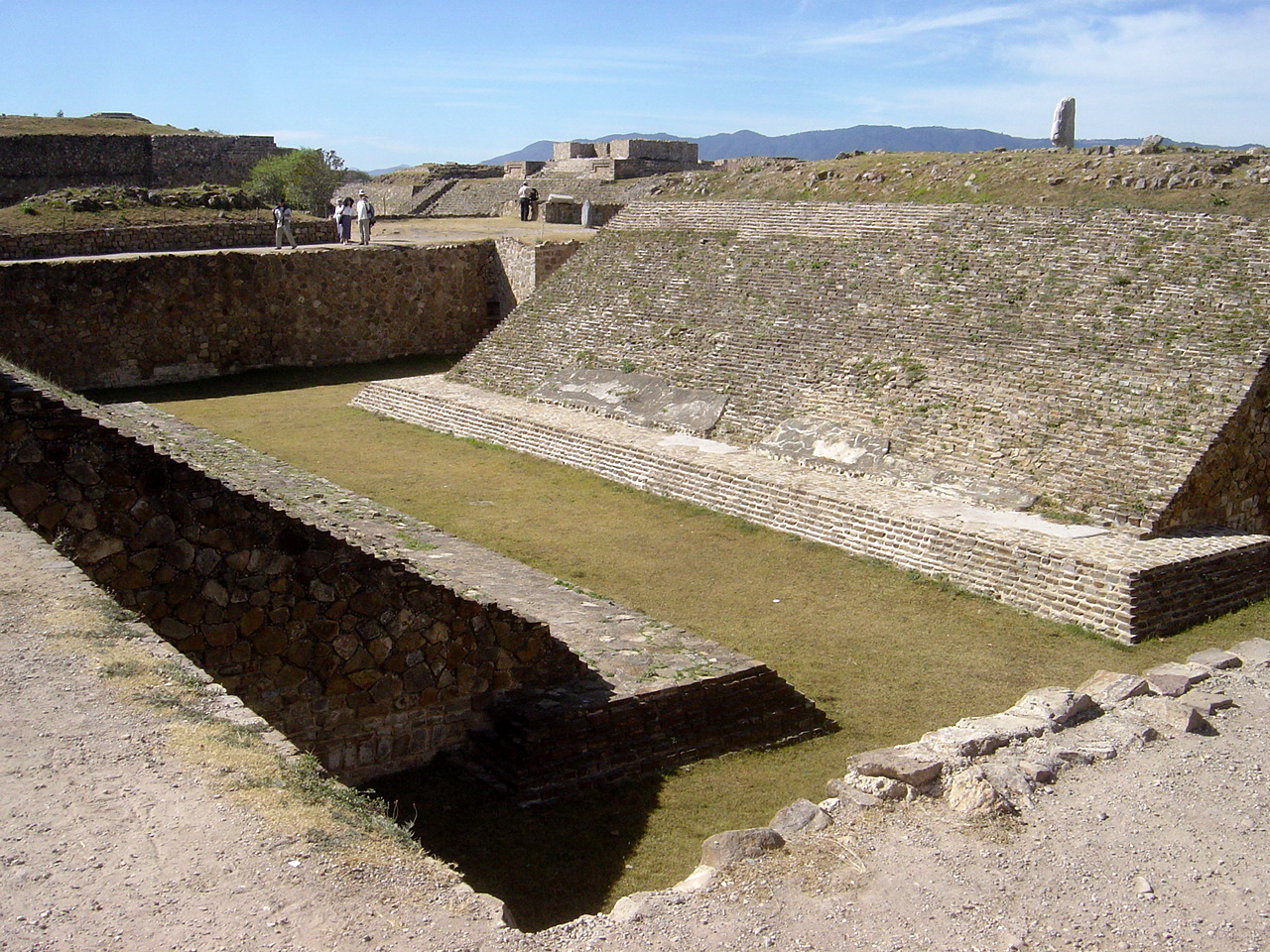
Ruïnes d'una pista de tlachtli a Monte Albán, Mèxic.

La història del bàsquet explica la història d'aquest esport d'equip. Encara que l'esport va ser inventat per James Naismith, alguns historiadors creuen que el joc ja era practicat per tribus maies. Algunes investigacions han determinat que fa 1500 anys es van construir camps de "tlachtli", el possible antecessor del basquetbol.

## Antecedents
El joc de pilota mesoamericà ("tlachtli" en nàhuatl; "pok-a-pok" en maia i "taladzi" en zapoteca) és possiblement l'origen del bàsquet. Es jugava en un pati en forma de "l" que tenia a ambdós costats parets amb grades, amb una cistella al centre, que era un anell de fusta o de pedra col·locat verticalment. L'objectiu del joc consistia a passar la pilota, de goma i làtex, que extreien d'arbres per l'anella. La pilota feia 12 centímetres de diàmetre.

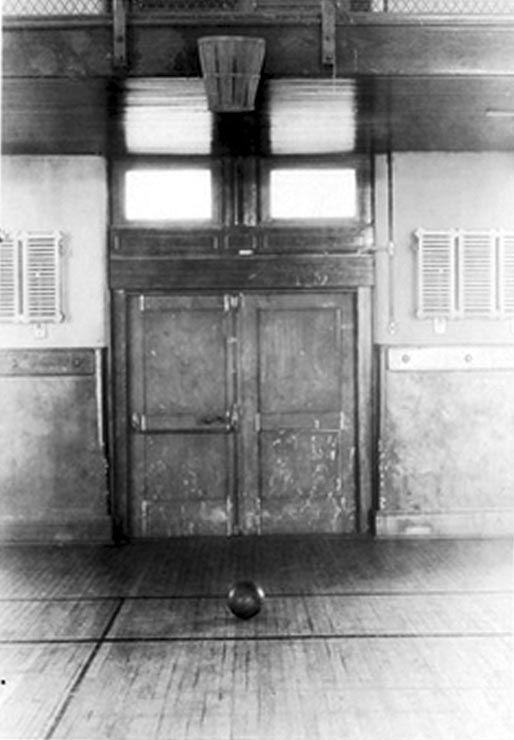
El primer estadi de bàsquet: Springfield College.

El nombre de jugadors per equip variava: segons uns gravats trobats, es jugava amb dos, quatre o sis integrants.
Els perdedors eren decapitats, i un dels camps més ben conservats està situat a Chichén Itzá.

## El 1891 James Naismith inventa el bàsquet
A principis del desembre de 1891, se li encarregà a James Naismith, un professor d'educació física i instructor a YMCA Training School (actualment, Springfield College) a Springfield, Massachusetts (Estats Units), que inventés un esport que es jugués a una pista coberta, ja que els hiverns a aquella zona dificultaven qualsevol activitat a l'exterior. Després que rebutgessin altres idees, va escriure les regles del basquetbol.
El primer partit oficial va ser jugat al YMCA gymnasium davant de 200 espectadors el 20 de gener de 1892 amb nou jugadors per a cada equip. El resultat fou 1 a 0.
El bàsquet femení va inventar-se el 1892 a Smith College quan Senda Berenson, va adaptar les regles de Naismith. Fascinada pel nou esport, va organitzar el primer partit de bàsquet el 21 de març de 1893. Les seves regles van ser publicades per primer cop el 1899.
El primer partit entre universitats fou el 1895 entre Yale i Pennsilvània. El primer partit considerat professional es jugà a Trento (Nova York) el 1893. El 1898 es crea la primera lliga professional.
Segons Nasimith, les 13 regles principals eren:

## Dècada del 1920: Inicis del basquet a Catalunya
El basquetbol es practicà per primer cop a Catalunya el 1913 a l'escola Vallparadís de Terrassa, fomentat per Alexandre Galí i Artur Martorell. Després de la Primera Guerra Mundial el belga Emile Tiberghien incorpora el basquetbol al seu gimnàs del carrer Aragó de Barcelona. Malgrat aquestes primeres manifestacions basquetbolístiques a casa nostra, s'accepta comunament que el basquetbol fou introduït a Catalunya el 1922 pel pare Eusebi Millan en formar els primers equips infantils al col·legi de les Escoles Pies de Sant Anton de Barcelona.
Aquell 1922 neix el primer club de Catalunya, el Laietà Basket-Ball Club (actualment Club Esportiu Laietà), a partir de la Secció Esportiva de la Congregació Major de Nostra Senyora de les Escoles Pies de Sant Anton, de Barcelona. Aquell mateix any també es funden la Société Patrie, per la colònia francesa de Barcelona, el CE Europa, Barcelona BBC, American Stars, Catalunya BBC i La France. En aquells primers temps, el bàsquet es va desenvolupar principalment a través dels centres pedagògics i de les associacions de caràcter popular i catòliques. El primer partit es jugà al camp de l'Europa el 8 de desembre de 1922, amb les cistelles damunt les porteries i amb el resultat d'Europa 8-Laietà 2.
El 15 d'abril de 1923 s'inicia el primer Campionat de Catalunya de bàsquet, que amb excepció del període de la Guerra Civil, tindrà continuïtat fins a l'any 1957. Serà sense cap mena de dubte la competició més important disputada a Espanya abans del naixement de la Lliga espanyola.

El pictograma olímpic del basquetbol.

## 1936: Esport olímpic
El basquetbol fou un esport d'exhibició als Jocs Olímpics d'Estiu 1928 i 1932, mentre que als Jocs Olímpics d'Estiu 1936 (Berlín,  Alemanya) es convertí en esport olímpic. James Naismith va tenir l'oportunitat de veure com l'esport que ell havia inventat es convertia en esport olímpic, quan Adolf Hitler l'acompanyà al Balcó d'Honor. El bàsquet femení va convertir-se en esport olímpic els Jocs Olímpics d'estiu del 1976, a Mont-real ( Canadà).